# Kolozsvár bombázása

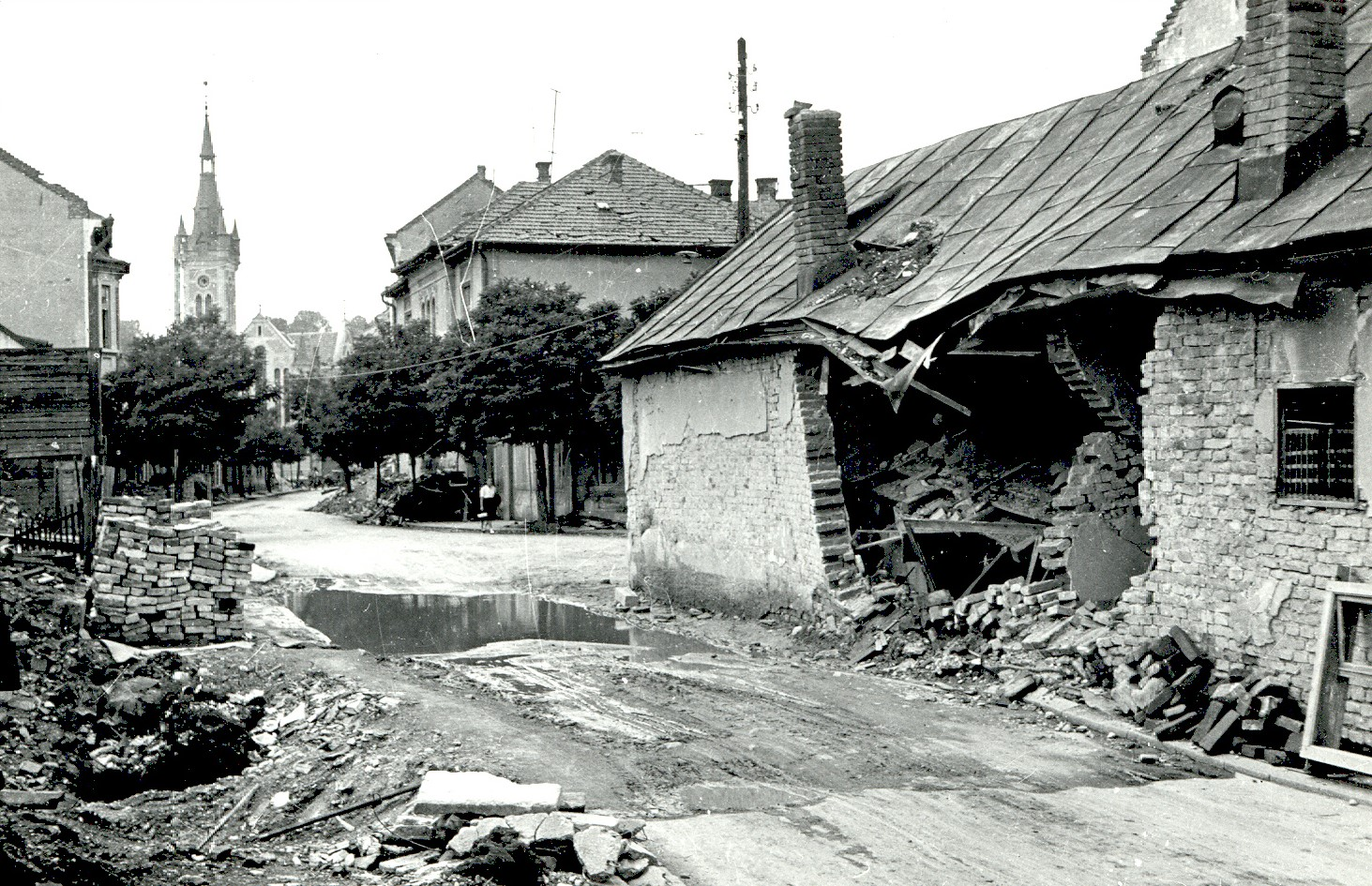
Utcakép a bombázás után

Kolozsvár bombázására a második világháborúban 1944. június 2-án került sor a Frantic hadművelet keretén belül.
Az Amerikai Egyesült Államok és Szovjetunió által közösen előkészített hadművelet az év júniusától szeptemberig tartott, és az volt a lényege, hogy a Dél-Olaszországból és Angliából felszálló légi kötelékek nem tértek vissza a támaszpontra, hanem ukrajnai repülőtereken szálltak le, a visszaúton pedig ismét bombázni tudtak. Az úgynevezett „ingabombázás” lehetővé tette a repülőgépek hatékony kihasználását. A hadművelet június 2-án kezdődött Nagyvárad, Kolozsvár, Szolnok, Debrecen, Miskolc, Szeged, Püspökladány és Piski vasúti létesítményeinek bombázásával. Az akció eredményeképpen Magyarország vasúti közlekedése három napra megbénult.
1944. június 2-án 9 órakor Kolozsváron megszólaltak a légvédelmi szirénák. 9 óra 8 perckor a repülőgépek nagy mennyiségű röpcédulát szórtak a városra, majd 9 óra 14 perckor elkezdődött a bombázás. A gépek célpontja a vasútvonal volt, mintegy 5 kilométer hosszúságban, 6-700 méter széles sávban. A város légvédelmét ellátó hat gépágyú, amelyek hatósugara 3500 méter volt, nem volt képes a 6-7000 méter magasságban repülő gépeket eltéríteni. 
Az ötven percig tartó bombázás során a városra több mint ezerkétszáz bomba hullt. A polgármesteri iroda jelentése szerint 459-en vesztették életüket (362 polgári halott, 32 magyar és 65 német katona), a szóbeszéd azonban több ezer áldozatról tudott. 385 épület teljesen megsemmisült, 860 pedig esetleg helyreállítható módon károsodott. Több helyen megsérült a villany- és telefonhálózat is.

## Kapcsolódó szócikk
- Magyarország bombázása a második világháborúban